# Maturi

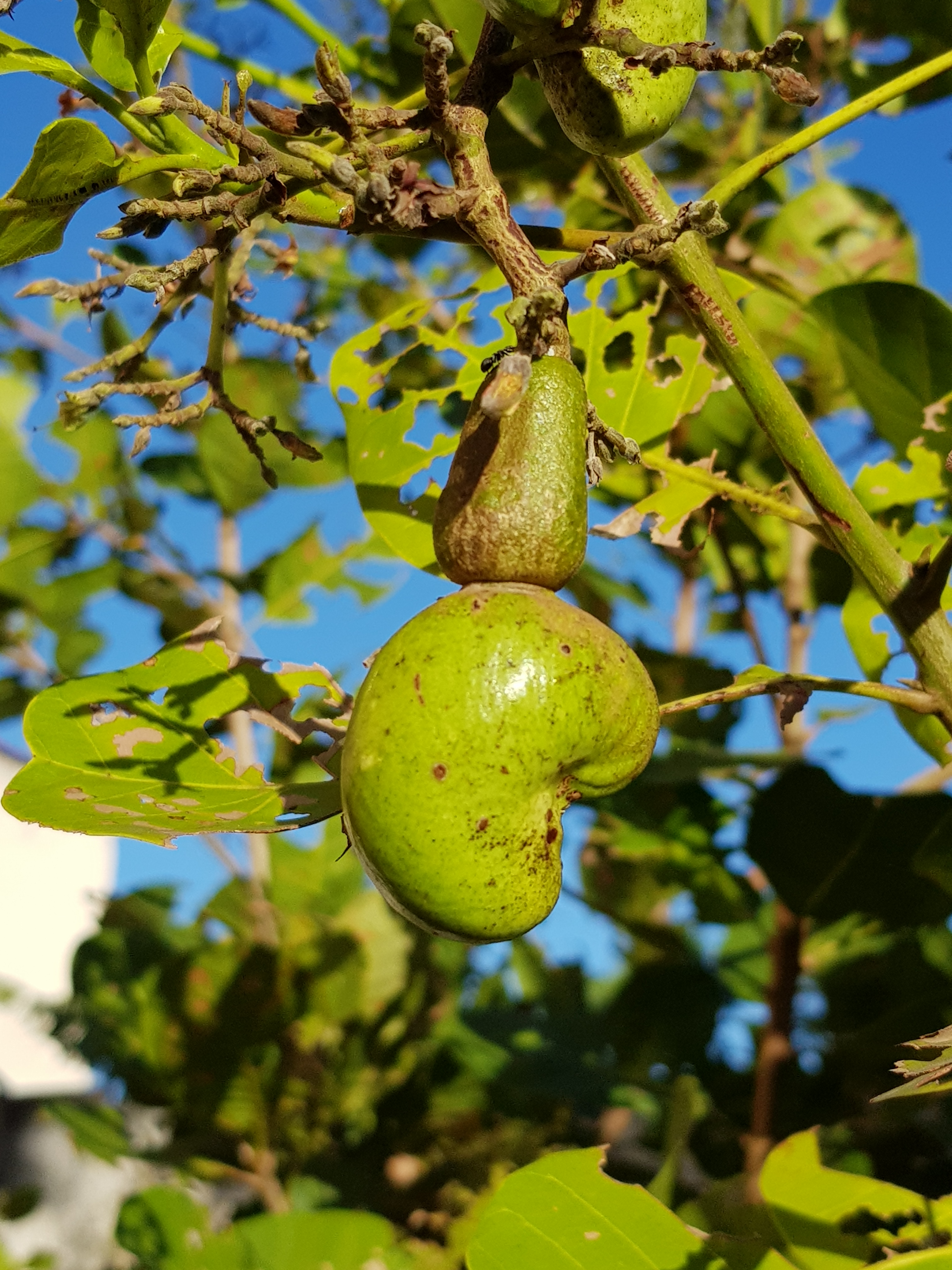
Maturi, ou castanha do caju em formação

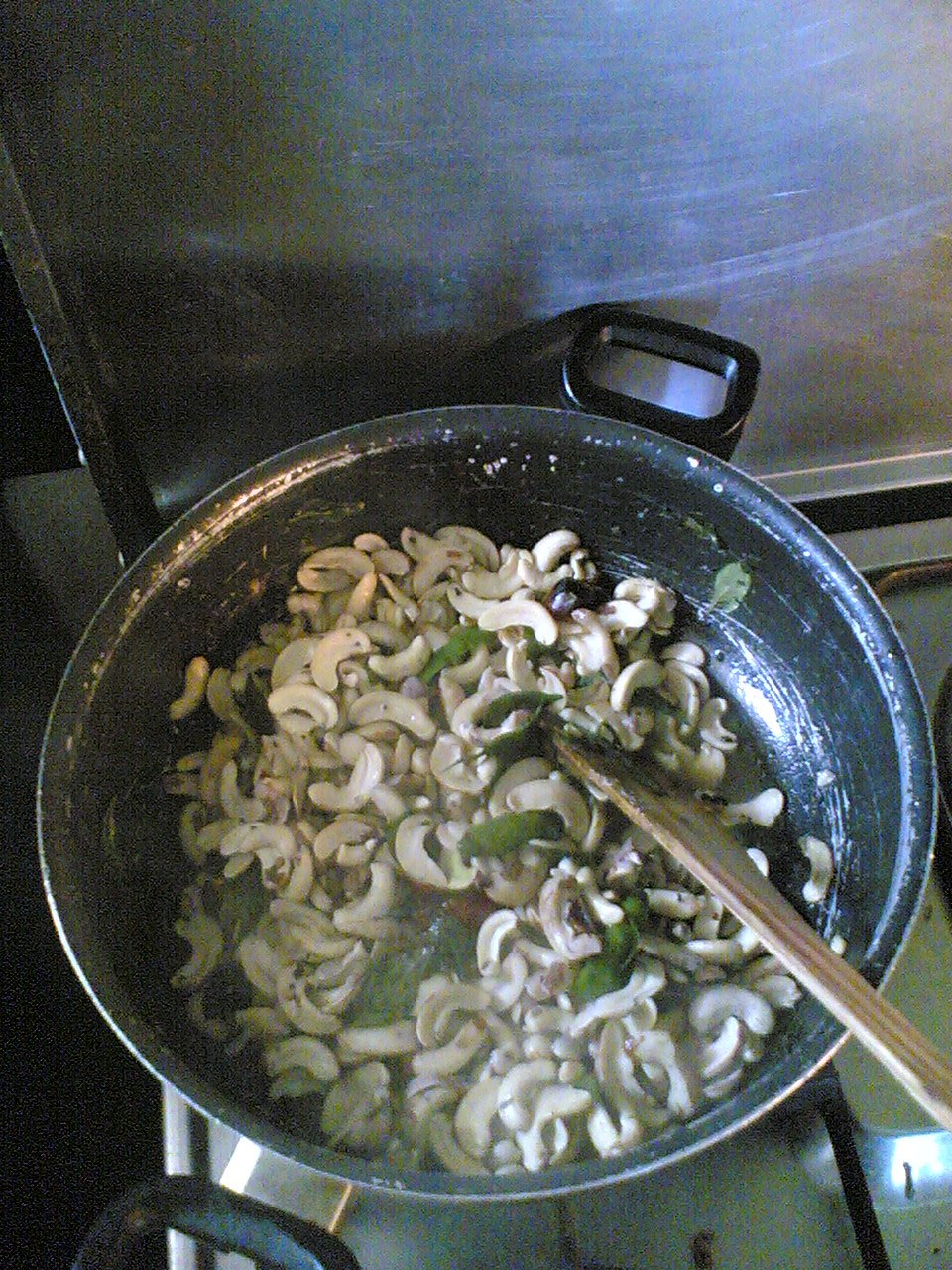
Fritada de maturi

O maturi é a castanha de caju verde, usada em pratos da culinária nordestina em receitas como moquecas, tortas, frigideiras e saladas.
Geralmente, quando a flor é polinizada (fecundada), o pedicelo se desenvolve num processo chamado hipertrofia, resultando na formação do pedúnculo do caju. Em paralelo, o ovário inicia o crescimento, dando origem à castanha, inicialmente chamada de maturi.
Na cultura popular, a moqueca de maturi é citada afrodisíaco. 
No livro Tieta do Agreste de Jorge Amado há uma receita de "frigideira de maturi".